# ハンドルシステム
ハンドルシステム（Handle System）は、インターネット上に存在するデジタルオブジェクト等の資源に対して、永続的識別子を付与・管理・解決するための技術仕様である。 プロトコルはデジタル情報資源の識別子（ハンドル）を保存し、名前解決する分散的なコンピュータシステムを可能にするよう策定されている。システムに保存されたハンドルは、ユーザがデジタル情報資源を見つけ、アクセスし、使用するために必要な情報へと名前解決される。その情報はハンドルを変更することなく、対象の情報資源の現状や保存場所を反映して変更が可能である。

## 概要
ハンドルシステムはTCP/IPの共同開発者であるロバート・カーンによって、国防高等研究計画局（DARPA）の支援を受けてCorporation for National Research Initiatives（CNRI）で開発された。現在もCNRIによって開発・管理が続けられており、様々なアプリケーションが利用している。
ハンドルシステムは、保存場所のような属性に依存するパケットとしてよりも、第一級オブジェクトとしてオブジェクトを管理することができる。ハンドルシステムは、分散的なデジタルオブジェクトサービス のための広範なフレームワークとして知られているが、独立したアプリケーションとしても利用できる。 Handle Systemは、性能を低下させずに膨大な量のエンティティに対して、分散管理を許し、（それぞれ分割して管理されているかもしれない）複数の最新データの断片を解決することを可能にするスケーラブルな設計が施されている。それは信頼性のあるアプリケーションを実現するための公開鍵基盤のような機能も付随している。
名前解決とは、ネットワークサービスに対してある識別子が入力され、その識別子が指し示すエンティティに関する１つ以上の最新情報(例：そのエンティティの所在を表すURLなど)が出力されるような一連のプロセスである。Domain Name System は人間に理解しやすいドメイン・ネームを数値的なIPアドレスへと解決する。 ハンドルシステムはDNSを併せて使うことができるが、PURLs や ARKs のような、ドメイン・ネームを活用して完全な制御を実現しようとする永続的識別子とは異なり、必ずしもDNSを必要としない。 その他の重要な違いとして、ハンドルシステムで実現可能な管理の粒度(ハンドルごとに管理者を分けることができ、１つのハンドルに複数の管理者を割り当てることも可能である) や拡張性のある複数のデータ型を割り当てるオプションなどがある。
DNS はよく知られたセキュリティ上の問題があり、新たな要件を処理するために既存のDNS技術が簡単に対応できるだろうと仮定するには充分でないことを暗示するようなアップデートがされ続けている。 名前を関連付けられたデータ（所在を含む）から明示的に分けることによって、ハンドルシステムは未来のインターネット・アーキテクチャの鍵となる要件に取り組む。MIT Laboratory for Computer ScienceとAir Force Research Laboratoryによる共同研究プロジェクトは、「所在のアイデアと同一性のアイデアを分けることは可能である。どちらも今日のインターネットではIPアドレスによって表現されており、 …………最終的なアーキテクチャは移動性だけではなく今日のネットワークに起こっている他の問題を解決することも支援する」と主張している。

## 仕様
ハンドルシステムは Internet Engineering Task Force (IETF)のRFC文書3650、 3651、3652 によって定義されている。そこではプロトコルや名前空間、プロトコルに関連した実装のオープンなセットが含まれている。ハンドルは型付けされたデータを志向する。ドキュメントやソフトウェア、関連情報はCNRIが専用のウェブサイトで提供している。 それぞれのハンドルには管理者がおり、それらのハンドルが分散環境下で実行可能にする機構を有しているだろう。名前を値への紐付けはデータを検証する署名と、 データの送信を検証するためのチャレンジ/レスポンス認証を経由してセキュアにされるだろう。それによって、信頼性を管理するアプリケーションでハンドルが使われることを可能にするだろう。ハンドルの構文は任意のUnicode文字を含み、 割り当て者に文字列構造をもたらす(それによって、望むなら既存の識別子の文字列を含めることもできる).
ハンドルシステムの実装は複数のローカル・ハンドルサービスから成る。それぞれのローカル・ハンドルサービスは、特定のハンドルを保存するサーバーを提供する1つ以上のウェブサイトで作られている。 Global Handle Registryは唯一のローカル・ハンドルサービスである。それはHandle System内部にあるプレフィックスに関する情報（名称典拠としても知られる）を格納する。ユーザは、特定のハンドルが分散システムの内部にあるどのローカル・ハンドルサービスに保存されているかをGlobal Handle Registryに問い合わせることができる。
ハンドルはUniform Resource Name(URN)かUniform Resource Identifier(URI)として表現され、使用可能である。ハンドルシステムは現在URIやURNのスタンドアローンな実装と認められていないが、Info URI の仕様であるRFC 4452 の一部である。 ハンドルはHTTPプロキシサーバを使用することによって、Uniform Resource Locator (URL)としても表現されるだろう。

## 実装
ハンドルシステムのウェブサイトは HANDLE.NET SoftwareとHANDLE.NET Client Librariesと呼ばれる一連の実装ツールを提供している。Handle client はユーザソフトウェア（例：ウェブブラウザ）やサーバソフトウェア（例：ウェブサーバ）に組み込むことができる。そして、 Adobe Acrobat と Firefoxで既に利用可能な拡張機能が提供されている。
Handle client software libraries はC言語とJavaで利用可能である。DOIシステムのように、幾つかのアプリケーションは特定のアドオンツールを開発している。
分散的なハンドル解決サーバの、相互運用性のあるネットワーク(プロキシ・サーバシステムとしても知られる)はGlobal Resolverを通して接続される(物理的に分散しミラーリングされることを通して、１つの論理的なエンティティとなる)。ハンドルシステム技術のユーザはGlobal Handle Registryによって作成されたハンドル・プレフィックスを取得する。Global Handle Registryはローカルで管理されたハンドルサービスのプレフィックスを保持し、名前解決する。従って、任意のハンドルサービスはGlobal Resolverを通して名前解決する。
ハンドル (識別子) はクライエントによって、名称典拠かプレフィックスのクエリとしてハンドルシステムのGlobal Handle Registry(GHR)に渡される。GHRは適切なローカル・ハンドルサービス(LHS)の所在情報をクライエントに送るよう対応する。そのLHSは複数のウェブサイトに複数のサーバによって構成されているかもしれない。クエリはその時、LHS内部の適切なサーバに送信される。LHSはHTTPリダイレクトへ変換されるURLのような、情報資源を得るのに必要な情報を返す (注：もしクライエントが既に適切なLHSの情報を持っていたならば、GHRへの最初の問い合わせは省略される)。
ハンドルシステムの由来となる元のモデルがデジタルオブジェクトの管理を解決することで、ハンドルシステムは同定されたエンティティ同士に特定の関係モデルを強制することも、デジタルオブジェクトだけを同定することに限定されることもない。 非デジタルなエンティティはデジタルオブジェクト管理の目的に関するデジタルオブジェクトとして表現されるかもしれない。そのようなオブジェクトをいかに定義し、いかに非デジタルなエンティティと関連付けるかについては何らかの工夫が必要である。そのような定義の中には、既に確立されたモデルが幾つかある。例えば、書誌レコードの機能要件（FRBR）、CIDOC CRM、そして indecs content modelなどである。いくつかのアプリケーションは、そのようなフレームワークとハンドルアプリケーションを引き合わせるためには非常に有用であることが見て取れる。例えば、Advanced Distributed Learning (ADL) InitiativeはShareable Content Object Reference Model (SCORM)を使う分散学習コンテンツのための既存の標準規格とハンドルシステムを合せ、ハンドルシステムの実装であるデジタルオブジェクト識別子(DOI)システムはそれを意味論的相互運用性を制御するためにindecsフレームワークと一緒に取り入れてきた。
ハンドルシステムは永続的識別子の制度に対する組織的な取り組みの重要性をはっきりと示す。しかし、そのような取り組みを確保するための何らかの制度を強制することはしない。個別のアプリケーションは永続性を確保するためにルールと社会的基盤を確保するために選択するかもしれない (例えば、DSpaceアプリケーションで使う時や、DOIアプリケーションのように）。

## 設計理念
ハンドルシステムは永続性に寄与する以下の要件を満たすよう設計されている。
識別子の文字列は、
- エンティティのいかなる可変な属性（所在、所有者など、対象の同一性は変えずに、値が変わり得るような他の属性）にも基づかないこと。
- わかりにくいこと（なるべく「愚かな数字」とすること。よく知られたパターンは誤りかもしれない憶測を誘うかもしれない。また、意味のあるセマンティクスは言語間で翻訳されないかもしれないし、商標争いの原因となるかもしれない）。
- システム内部でユニークであること（衝突と不明瞭な指示を避けるため）。
- 任意の（しかし持っていて良い）サポートされるべき機能を持つこと（人間可読なこと、カット&ペースト可能なこと、埋め込み可能なこと、URIの仕様などのように一般的なシステムに適合すること）。

識別子の名前解決メカニズムは、
- 確実性があること（冗長性を利用していること, 単一障害点がないこと, そして破綻がおきないほど十分に速いこと)。
- スケールすること（より多くのコンピュータによってより高い負荷に単純に対処できること)。
- 柔軟であること(コンピュータ環境の変化に適合できること)。
- 信頼性があること(名前解決と管理の両方が技術的な信頼性確立の技術を持つこと。長期にわたってある運用組織が関与していること)。
- オープンなアーキテクチャでできていること (インフラ上にアプリケーションを構築する際に、コミュニティの影響力ある活動を促進すること)。
- 透明性があること(ユーザのインフラの詳細を知る必要がない)。

## アプリケーション
ハンドルによって現在同定されているオブジェクトの中には、論文や技術レポート、書籍、学位論文、政府文書、メタデータ、分散学習コンテンツ、データセットなどがある。ハンドルは電子透かしアプリケーション、グリッド・アプリケーション、リポジトリ、その他様々なアプリケーションで使用されている。個別のユーザはHANDLE.NETのソフトウェアを独自にダウンロードし使用するかもしれないが、多くのユーザは連合や共通化されたポリシー、追加された技術が、アプリケーション開発におけるコラボレーションに役立つことを発見するだろう。最初の永続識別子のスキームの１つとして、ハンドルシステムは公的・私的な組織に広く受け入れられており、証明されてきた(永続的識別子のパラダイムを参照)。
ハンドルシステム・アプリケーションは簡素な永続的識別子としてハンドルを使用するかもしれない（最も一般的な使用方法は、オブジェクトにアクセスする最新のURLへと名前解決することである）し、他の機能を利用することを選択するかもしれない。 その選択はオブジェクトに関する幾つかの最新情報の出力として、定められたデータ構造で同時に出力することを支援し、マルチプルリゾリューションの要求が実現される機会を与える。ハンドルは一方で、同じコンテンツの異なるバージョンや、ミラーサイト、または異なるビジネスモデル（有料vs無料、セキュアvsオープン、公開vs非公開)へと名前解決することもできる。 ハンドルは遠隔学習コースのために要求されるオブジェクトの混合物などのように、異なるコンテンツの異なる電子バージョンへと名前解決することもまたできる。
今日では6大陸上の71カ国で数千のハンドルサービスが稼働している。そのうち1000以上が大学と図書館である。ハンドルサービスはユーザの連盟、国立研究所、大学、コンピュータセンタ、国公立図書館、政府機関、請負業者、企業、そして研究グループによって稼働されている。主要な出版社は、ハンドルシステムの実装であるデジタルオブジェクト識別子(DOI)システムを通して、ハンドルシステムを商用ならびにオープンアクセスのコンテンツへの永続的識別子付与のために使用している。
ユーザにハンドルの登録を可能にするためのプレフィックスの数は、2014年早期に12000を越え、なお成長している。 月平均で6800万の名前解決リクエストを、6つのトップレベルのGlobal Handle Registryサーバが受け取っている。CNRIとして知られるウェブ上のハンドルシステムにリクエストを渡すプロキシサーバは月平均で2億の名前解決リクエストを受け取っている。 (Handle Quick Factsの統計データより)
CNRI と ITU は最近、ハンドルシステム（より汎用的なそしてデジタルオブジェクトアーキテクチャ）の使用についてのカラボレーションの合意を締結し、その具体的な取り組みについて活動している。2009年4月、ITUは新たなトレンドとしてハンドルシステムをリストアップした。

## ライセンスと使用ポリシー
Handle System、HANDLE.NET、そしてGlobal Handle Registry は米国の非営利研究開発企業であるCorporation for National Research Initiatives (CNRI)の商標である。ハンドルシステムはCNRIによる特許の対象であり、技術の広範な使用を可能にするために、ハンドルシステムの技術にはオープンソース・ライセンスに類似したパブリックライセンスが付与されている。ハンドルシステムのインフラは、プレフィックスの登録・提供の報酬によって支えられている。その報酬の多くは単一のプレフィックスの保有者から来ている。現時点で最大の貢献者はthe International DOI Foundation(IDF)である。パブリックライセンスは特許技術とソフトウェアに関する実装を低コストで利用することを、商用と非商用の両方で許可する。また、他のシステムや製品で自由にソフトウェアを埋め込むことを許可する。サービス規約 もまた、識別子または名前解決サービスを提供するつもりのユーザに対して、ハンドルシステムのパブリックライセンス下でハンドル技術を使用することを可能にする。

## 関連技術
ハンドルシステムは長期間のデジタルオブジェクト・アーキテクチャへの最初の一歩である。2010年1月にCNRIはこのアーキテクチャの次なる主要なコンポーネントを構成する、Digital Object Repositoryの汎用的なソフトウェアをリリースした。プロトコル仕様、ソースコード、すぐに使えるすシステム、クライエント、ユーティリティを含むリリース情報が入手可能である。3つめの、そして最後のピースであるDigital Object Registryは間もなくリリースされるだろう。
ハンドルシステムの継続的な使用と進化はこれらの他のコンポーネントに左右されない。しかし、ハンドルを既に使用している関係者は、小規模もしくは大規模な道筋の中でそれらのコンポーネントが有用であることが分かるだろう。それらは、オープンソースライセンス下で自由に利用可能かすぐにそうなる。